# Hyphydrus lyratus
Hyphydrus lyratus là một loài bọ cánh cứng trong họ Bọ nước. Loài này được Swartz miêu tả khoa học năm 1808.